# Юнацька збірна Ізраїлю з футболу (U-18)
Юнацька збірна Ізраїлю з футболу (U-18) — національна футбольна збірна Ізраїлю, що складається із гравців віком до 18 років. Керівництво командою здійснює Ізраїльська футбольна асоціація. Збірна може брати участь у товариських і регіональних змаганнях.
Формує найближчий кадровий резерв для основної юнацької збірної, команди до 19 років, яка може кваліфікуватися на Юнацький чемпіонат Європи з футболу (U-19). До зміни формату юнацьких чемпіонатів Європи у 2001 році саме команда 18-річних функціонувала як основна юнацька збірна і була учасником континентальної юнацької першості з футболу.

## Юнацький чемпіонат Європи з футболу (U-18)
| Статистика чемпіонатів Європи U-18 | Статистика чемпіонатів Європи U-18 | Статистика чемпіонатів Європи U-18 | Статистика чемпіонатів Європи U-18 | Статистика чемпіонатів Європи U-18 | Статистика чемпіонатів Європи U-18 | Статистика чемпіонатів Європи U-18 | Статистика чемпіонатів Європи U-18 | Статистика чемпіонатів Європи U-18 |    | Кваліфікаційні турніри | Кваліфікаційні турніри | Кваліфікаційні турніри | Кваліфікаційні турніри | Кваліфікаційні турніри | Кваліфікаційні турніри |
| Рік                                | Раунд                              | Місце                              | І                                  | В                                  | Н *                                | П                                  | Г+                                 | Г-                                 | І  | В                      | Н                      | П                      | Г+                     | Г-                     |                        |
| ---------------------------------- | ---------------------------------- | ---------------------------------- | ---------------------------------- | ---------------------------------- | ---------------------------------- | ---------------------------------- | ---------------------------------- | ---------------------------------- | -- | ---------------------- | ---------------------- | ---------------------- | ---------------------- | ---------------------- | ---------------------- |
| 1992                               | не кваліфікувалася                 | не кваліфікувалася                 | не кваліфікувалася                 | не кваліфікувалася                 | не кваліфікувалася                 | не кваліфікувалася                 | не кваліфікувалася                 | не кваліфікувалася                 | 6  | 3                      | 2                      | 1                      | 8                      | 5                      |                        |
| 1993                               | не кваліфікувалася                 | не кваліфікувалася                 | не кваліфікувалася                 | не кваліфікувалася                 | не кваліфікувалася                 | не кваліфікувалася                 | не кваліфікувалася                 | не кваліфікувалася                 | 4  | 0                      | 2                      | 2                      | 3                      | 6                      |                        |
| 1994                               | не кваліфікувалася                 | не кваліфікувалася                 | не кваліфікувалася                 | не кваліфікувалася                 | не кваліфікувалася                 | не кваліфікувалася                 | не кваліфікувалася                 | не кваліфікувалася                 | 2  | 1                      | 0                      | 1                      | 2                      | 1                      |                        |
| 1995                               | не кваліфікувалася                 | не кваліфікувалася                 | не кваліфікувалася                 | не кваліфікувалася                 | не кваліфікувалася                 | не кваліфікувалася                 | не кваліфікувалася                 | не кваліфікувалася                 | 2  | 0                      | 0                      | 2                      | 1                      | 3                      |                        |
| 1996                               | не кваліфікувалася                 | не кваліфікувалася                 | не кваліфікувалася                 | не кваліфікувалася                 | не кваліфікувалася                 | не кваліфікувалася                 | не кваліфікувалася                 | не кваліфікувалася                 | 2  | 1                      | 1                      | 0                      | 3                      | 2                      |                        |
| 1997                               | чвертьфінали                       | 4-е                                | 3                                  | 0                                  | 1                                  | 2                                  | 1                                  | 3                                  | 4  | 4                      | 0                      | 0                      | 10                     | 6                      |                        |
| 1998                               | не кваліфікувалася                 | не кваліфікувалася                 | не кваліфікувалася                 | не кваліфікувалася                 | не кваліфікувалася                 | не кваліфікувалася                 | не кваліфікувалася                 | не кваліфікувалася                 | 3  | 2                      | 0                      | 1                      | 18                     | 3                      |                        |
| 1999                               | не кваліфікувалася                 | не кваліфікувалася                 | не кваліфікувалася                 | не кваліфікувалася                 | не кваліфікувалася                 | не кваліфікувалася                 | не кваліфікувалася                 | не кваліфікувалася                 | 3  | 1                      | 0                      | 2                      | 3                      | 4                      |                        |
| 2000                               | не кваліфікувалася                 | не кваліфікувалася                 | не кваліфікувалася                 | не кваліфікувалася                 | не кваліфікувалася                 | не кваліфікувалася                 | не кваліфікувалася                 | не кваліфікувалася                 | 2  | 1                      | 1                      | 0                      | 5                      | 4                      |                        |
| 2001                               | не кваліфікувалася                 | не кваліфікувалася                 | не кваліфікувалася                 | не кваліфікувалася                 | не кваліфікувалася                 | не кваліфікувалася                 | не кваліфікувалася                 | не кваліфікувалася                 | 5  | 4                      | 0                      | 1                      | 11                     | 5                      |                        |
| Усього                             | Найкращий результат: чвертьфінали  | 1/10                               | 3                                  | 0                                  | 1                                  | 2                                  | 1                                  | 3                                  | 33 | 17                     | 6                      | 10                     | 64                     | 39                     |                        |